# 이시도 게이타
이시도 게이타(일본어: 石堂 圭太, 1992년 6월 4일~)는 일본의 축구 선수이다.

## 구단 경력
그는 2015년 일본 지역 리그의 FC 가리야에 입단했다. 2016년 일본 풋볼 리그의 도치기 우바로 이적했다. 2019년 J3리그의 후쿠시마 유나이티드 FC로 이적했다.